# 北海道アルバイト情報社
株式会社北海道アルバイト情報社（ほっかいどうアルバイトじょうほうしゃ）は日本の企業で、北海道札幌市に本社を置く。求人情報メディア、人材紹介サービス、就職支援事業などの求人サービスを主に行なっている。企業名の頭文字を取ってHAJと省略して表記することがある。企業パーパスは「北海道でたのしくはたらくを増やす」。

## 主なサービス
- 求人メディア
  -  アルバイト北海道（アルキタ）-札幌市および近郊のアルバイト、パート、正社員や契約社員の求人情報が掲載されたフリーペーパーと求人Webサイト。
  - アルキタフリーペーパー江別南幌のおシゴト-江別市・南幌町エリアの求人情報を掲載しているフリーペーパー。
  - ジョブキタ-北海道全域の正社員を中心とした求人情報を掲載するフリーペーパーと求人Webサイト。
  - シゴトガイド-旭川、函館、千歳・恵庭、苫小牧、十勝、釧路、北見・網走・紋別、室蘭・登別・伊達、岩見沢・滝川、小樽の各エリアの求人情報を掲載している。フリーペーパーと求人Webサイトがある。

- 求人サービス
  - ジョブキタ就活-勤務先が北海道にある企業の求人情報を扱う、新卒学生向けの就職情報Webサイト。

- 人材サービス
  - ジョブキタ紹介-転職エージェント。

- 情報Webサイト
  - くらしごと-北海道での暮らしや仕事をテーマに、その土地で働く人や生活スタイルを紹介している。
  - 北海道未来のしごとの参考書-北海道で働く人のインタビューを通しさまざまな職業を紹介している。

- イベントスペース
  - ジョブキタプラザ
  - イベントスペースEDiT（エディット）

- 過去のサービス
  - オトキタ-北海道のインディーズアーティストを紹介するWebサイト。
  - モノキタ-自社プロデュース商品の販売サイト。

## スポンサー活動
スポーツチームや音楽イベントなど、地域社会への貢献活動を目的にスポンサー活動を行っている。
- 北海道日本ハムファイターズ
- 北海道コンサドーレ札幌-松山光プロジェクトパートナー。
- レバンガ北海道
- RISING SUN ROCK FESTIVAL（ライジング・サン・ロック・フェスティバル）
- OTO TO TABI（オトトタビ）
- 活性の火

## 歴代CM出演者
- 久本雅美（CLUE、1988年）
- 忌野清志郎（アルバイト北海道、1989年）
- たま（アルバイト北海道、1990年）
- ドリアン助川（CLUE、1996年）
- 森崎博之（十勝シゴトガイド、2005年）
- 飯野智行（鈴井貴之プロデュースCM、アルバイト北海道、2006年）
- 大下宗吾（鈴井貴之プロデュースCM、アルバイト北海道、2006年）
- 宮崎奈緒美（鈴井貴之プロデュースCM、アルバイト北海道、2006年）
- 北川久仁子（鈴井貴之プロデュースCM、アルバイト北海道、2006年）
- 小橋亜樹（鈴井貴之プロデュースCM、アルバイト北海道、2006年）
- 月光グリーン（鈴井貴之プロデュースCM、アルバイト北海道、2006年）
- 高橋優（アルバイト北海道、2015年）CM曲の書き下ろし[1]も担当
- LAUSBUB（アルバイト北海道、2022年）CM曲の書き下ろし[2]も担当

## 沿革
- 1971年-アルバイト北海道（アルキタ）の前身となる「北海道アルバイト情報」を創刊。
- 1978年-雑誌名をアルバイト北海道に変更。
- 1985年-正社員向け求人誌「CLUE（クルー）」創刊。
- 1988年-「アルバイト旭川（後の「旭川シゴトガイド」）創刊。
- 1993年-「アルバイト北海道 苫小牧・千歳・恵庭版」創刊。
- 1998年-中高年のための求人誌「40歳からの仕事」創刊。
- 2000年-「函館シゴトガイド」創刊。
- 2003年-「アルバイト北海道苫小牧・千歳・恵庭版」が「苫小牧・千歳・恵庭シゴトガイド」に刷新。
- 2005年-「十勝シゴトガイド」創刊。
- 2008年-「CLUE」を廃刊し、雑誌とWebを連動させた「ジョブキタ」をスタート。「40歳からの仕事」を休刊し、主婦のための求人サイト「しゅふきた」をスタート。
- 2011年-東北復興応援ことづてプロジェクトスタート。
- 2013年-「苫小牧・千歳・恵庭シゴトガイド」を廃刊し、「苫小牧シゴトガイド」「千歳・恵庭シゴトガイド」創刊。新十津川町に社有林「ほある」を取得。
- 2014年-「北見シゴトガイド」創刊。
- 2016年-Webサイト「くらしごと」スタート。全道大学生参加のダンスバトル「アルキタ杯」スタート。「アルキタ」がYahoo!検索大賞2016にて、ローカルカテゴリの北海道部門賞を受賞[3]。
- 2017年-「苫小牧シゴトガイド」が「苫小牧・室蘭シゴトガイド」へ名称変更。高校生・大学生向けの職業紹介Webサイト「北海道未来のしごとの参考書」スタート。
- 2018年-ジョブキタプラザがオープン。
- 2020年-「室蘭・登別・伊達シゴトガイド」創刊。新卒学生向けサービス「ジョブキタ就活」スタート。
- 2021年-「岩見沢・滝川シゴトガイド」「小樽シゴトガイド」「アルキタフリーペーパー江別・南幌」創刊。

## 拠点
全道16拠点
- 札幌（本社ビル、ジョブキタビル、北営業所、南営業所、印刷製本工場）、江別営業所、旭川営業所、函館営業所、恵庭営業所、帯広営業所、釧路営業所、北見営業所、苫小牧営業所、小樽営業所、岩見沢営業所、室蘭営業所。

## グループ企業
- 株式会社HAJマネジメント（HAJグループの不動産管理及び経理・労務等の事務代行）
- 株式会社HAJスタッフィング（HAJグループからの受託業務事業）
- 株式会社スパイラル（ホームページ、モバイルコンテンツなどの企画・製作）
- 株式会社HAJエンパワーメント（総合コンサルティングファーム）
- 有限会社シーズ（雑誌・フリーペーパーなどの企画・取材・編集・グラフィックデザイン、広告制作、販促計画）